# Élections générales zanzibarites de juin 1961
L'élection générale zanzibarite de juin 1961 sont organisés le 1er juin à la suite des premières élections infructueuses de janvier. Une circonscription supplémentaire Mtambile, est créée sur l'île de Pemba pour débloquer la situation. Le Parti nationaliste de Zanzibar et le Parti Afro-Shirazi gagnent tous deux dix sièges, malgré le fait que ce dernier ait reçu plus de 50 % des votes et le Parti nationaliste seulement 35 %. Les trois autres sièges sont gagnés par le Zanzibar and Pemba People's Party, qui forment une coalition avec le parti nationaliste.
90 595 des 93 918 votants enregistrés ont voté, soit un taux de participation de 96,5 %.

## Résultats
| Parti                             | Votes  | %    | Sièges | +/- |
| --------------------------------- | ------ | ---- | ------ | --- |
| Parti Afro-Shirazi                | 45 172 | 50.6 | 10     | 0   |
| Parti nationaliste de Zanzibar    | 31 681 | 35.3 | 10     | +1  |
| Zanzibar and Pemba People's Party | 12 411 | 13.9 | 3      | 0   |
| Votes blancs ou invalides         | 1 331  | -    | -      | -   |
| Total                             | 90 595 | 100  | 23     | +1  |
| Source : Nohlen et al             |        |      |        |     |